# لومی آتنا
مارکو آنتونیو اسپک گورولا (به انگلیسی: Marco Antonio Speck Gurrola؛ زادهٔ ۱۰ ژانویهٔ ۲۰۰۶) مشهور به لومی آتنا (به انگلیسی: Lumi Athena) خواننده-ترانه‌پرداز و تهیه‌کنندهٔ موسیقی آمریکایی-مکزیکی می‌باشد. او در گوادالاخارا، خالیسکو متولد و بزرگ شده‌است؛ و از سال ۲۰۲۰ شروع به انتشار موسیقی کرد.
موسیقی او در سال ۲۰۲۳ در تیک‌تاک و ساندکلود محبوبیت زیادی پیدا کرد، ترانه‌های «دودش کن بره»، «بذار حرکاتت رو ببینم»، و «هرزهٔ‌یخی» همگی در لیست ۲۰ ترانهٔ برتر رقص/الکترونیک بیلبورد جای گرفتند. ترانهٔ اول نیز گواهی طلا از انجمن صنعت ضبط آمریکا کسب کرد. وی از پیشگامان و موسسان کراش‌کلاب است و در حال حاضر با ۲۵/۷ رکوردز قرارداد دارد.